# من افسانه هستم
من افسانه هستم (به انگلیسی: I am legend) فیلمی است در ژانر پسا-آخرالزمانی به کارگردانی فرانسیس لارنس و نویسندگی آکیوا گلدزمن و مارک پروتوسویچ که محصول سال ۲۰۰۷ کشور ایالات متحده است. این فیلم سومین اقتباس سینمایی رمان سال ۱۹۵۴ ریچارد متیسون پس از فیلم‌های آخرین مرد روی زمین (۱۹۶۴) و امگا من (۱۹۷۱) است.
استودیوی برادران وارنر در سال ۱۹۹۴ تصمیم به ساخت این فیلم گرفت و بازیگران و کارگردانان مختلفی همچون تام کروز، مایکل داگلاس، آرنولد شوارتزنگر، ریدلی اسکات و راب بومن هر کدام در مقطعی از زمان برای این فیلم در نظر گرفته شدند ولی به‌دلیل نگرانی‌های مالی و برآورده نشدن بودجه لازم، ساخت فیلم تا سال ۲۰۰۶ به تعویق افتاد. سرانجام در سال ۲۰۰۶ استودیو با فرانسیس لارنس به عنوان کارگردان و ویل اسمیت برای ایفای نفش «دکتر رابرت نویل» قراردادی تنظیم کرد.
من افسانه هستم در ۱۴ دسامبر ۲۰۰۷ در ایالات متحده و کانادا اکران شد و ۵۸۵ میلیون دلار در سراسر جهان فروش کرد در حالی که ۱۵۰ میلیون دلار بودجه ساخت آن بوده است و به هفتمین فیلم پرفروش سال ۲۰۰۷ تبدیل شد. فیلم با واکنش‌های مثبتی از سوی منتقدان همراه بود که عملکرد بازیگری اسمیت مورد تحسین قرار گرفت، اما منتقدان نسبت به تفاوت‌های آن با رمان، به‌ویژه پایانش انتقاداتی داشتند.

## داستان
در سال ۲۰۱۰ در آمریکا ویروسی پخش شده است (از سال ۲۰۰۹) که انسان‌ها را از حالت نرمال خود خارج کرده و نوعی از هاری است. همهٔ مردم تبدیل به افراد هاری شده‌اند که انسانیت خود را از دست داده‌اند. از خصوصیات این موجودات این است که نمی‌توانند در روشنایی زنده بمانند. در نتیجه شب‌ها بیرون می‌آیند و دست به تخریب شهر می‌زنند. تنها یک نفر در این شهر سالم است. دکتر رابرت نویل کسی است که هنوز انسان مانده است. او زندگی و ساعت خود را طوری برنامه‌ریزی کرده است که فقط روزها از خانه بیرون بیاید و هیچ‌گاه در تاریکی نرود. تنها همدم او سَم، سگ اوست.
دکتر رابرت نویل روزها به شکار مبتلایان می‌رود تا روی آن‌ها داروهایی که برای درمان می‌سازد را امتحان کند. او طی این سه سال به هیچ نتیجه‌ای نرسیده است. از طرفی او یک افسردگی دائمی گرفته است. در یکی از درگیری‌ها سَم هم دچار ویروس زامبی می‌شود و مجبور به کشتن او می‌شود. این افسردگی ناشی از تنهایی تشدید می‌شود.
شب بعد که او می‌خواهد تمام موجوداتی را که باعث مرگ سم شده‌اند زیر ماشین له کند، موجودات بر او غالب می‌شوند تا اینکه نور ماشینی آن‌ها را فراری می‌دهد. کسی برای نجات نویل آمده است…

## پایان متفاوت
- در نسخه منتشر شده فیلم بر روی دی‌وی‌دی دارای ۲ پایان متفاوت است، در پایان دوم دکتر رابرت در انتها می‌فهمد که این موجودات هنوز بعضی از خصوصیات انسانی خود را دارند، او زنی را که گرفته بود به آن‌ها برمی‌گرداند و از آن‌ها عذرخواهی می‌کند، در پایان می‌بینیم دکتر رابرت، آنا و ایتن به سوی مکان مهاجرین (انسان‌های سالم) در حال رانندگی هستند و فیلم با جمله " تنها باید گوش کنید، شما تنها نیستید " به پایان می‌رسد…
- در پایان اول که فیلم به‌صورت نمایش بر روی پرده نقره‌ای به آن شکل پایان یافت دکتر رابرت، آنا و ایتن را به یک فضای کوچک و مظمئن راهنمایی کرده و خودش با برداشتن نارنجک و انفجار آن انسان‌های تبدیل شده را به همراه خود نابود می‌کند فقط آنا و ایتن زتده مانده و با نمونه خون حاوی واکسن به سوی مکان مهاجرین (انسان‌های سالم) می‌روند و پس از رسیدن به آن‌ها واکسن را تحویل می‌دهند.

## بازیگران
- ویل اسمیت در نقش دکتر رابرت نویل
- آلیس براگا در نقش آنا مونتز
- دش میهوک در نقش مرد آلفا
- چارلی تاهان
- اما تامپسون
- سالی ریچاردسن
- ویلو اسمیت
- پت فرلی
- مایک پاتن

## فروش
من افسانه‌ام در تاریخ ۱۴ سپتامبر ۲۰۰۷ در آمریکا و کانادا به نمایش درآمد و با فروش ۷۷ میلیون دلاری خود در اولین هفته اکران، رکورد جالبی را خلق کرد. این فیلم فقط در آمریکای شمالی چیزی بالغ بر ۵۵۰ میلیون دلار فروخت و یک پیروزی بزرگ را برای دست‌اندرکاران فیلم رقم زد.